# Henri Grenet
Pour les articles homonymes, voir Grenet.
Henri Grenet, né le 7 février 1908 à Bègles (Gironde) et décédé le 14 avril 1995 à Bayonne (Pyrénées-Atlantiques), est un médecin et homme politique français.

## Biographie
Il est président de l'Aviron bayonnais de 1954 à 1959, avant de devenir maire de la ville de Bayonne de 1959 à 1995.
Il est le père de Jean Grenet, qui occupera comme lui le poste de président du club sportif avant d'entrer à la mairie. Il est également le grand-père de François Grenet, footballeur professionnel ayant joué l'essentiel de sa carrière aux Girondins de Bordeaux.

## Mandats
- 1959 - 1995 : maire de Bayonne (Pyrénées-Atlantiques)
- Député des Pyrénées-Atlantiques du 25 novembre 1962 au 2 avril 1967 (Rassemblement démocratique)
- Président du conseil général des Pyrénées-Atlantiques de 1985 à 1992